# Орса (комуна)
Комуна Орса (швед. Orsa kommun) — адміністративно-територіальна одиниця місцевого самоврядування, що розташована в лені Даларна у центральній Швеції.
Орса 55-а за величиною території комуна Швеції. Адміністративний центр комуни — місто Орса.

## Населення
Населення становить 6 855 чоловік (станом на вересень 2012 року). 
| Кількість населення комуни Орса за 1970-2010 роки | Кількість населення комуни Орса за 1970-2010 роки | Кількість населення комуни Орса за 1970-2010 роки | Кількість населення комуни Орса за 1970-2010 роки | Кількість населення комуни Орса за 1970-2010 роки |
| ------------------------------------------------- | ------------------------------------------------- | ------------------------------------------------- | ------------------------------------------------- | ------------------------------------------------- |
| Рік                                               |                                                   |                                                   | Населення                                         |                                                   |
| 1970                                              | 1970                                              |                                                   | 6 917                                             | 6 917                                             |
| 1975                                              | 1975                                              |                                                   | 7 005                                             | 7 005                                             |
| 1980                                              | 1980                                              |                                                   | 7 354                                             | 7 354                                             |
| 1985                                              | 1985                                              |                                                   | 7 353                                             | 7 353                                             |
| 1990                                              | 1990                                              |                                                   | 7 351                                             | 7 351                                             |
| 1995                                              | 1995                                              |                                                   | 7 399                                             | 7 399                                             |
| 2000                                              | 2000                                              |                                                   | 6 986                                             | 6 986                                             |
| 2005                                              | 2005                                              |                                                   | 7 020                                             | 7 020                                             |
| 2010                                              | 2010                                              |                                                   | 6 922                                             | 6 922                                             |
| Джерело: SCB                                      |                                                   |                                                   |                                                   |                                                   |

## Населені пункти
Комуні підпорядковано 2 міські поселення (tätort) та низка сільських, більші з яких:
- Орса (Orsa)
- Скаттунґбин (Skattungbyn)
- Естра-Стакмура (Östra Stackmora)
- Слеттберґ (Slättberg)
- Нуснес (Maggås)
- Вестра-Стакмура (Västra Stackmora)
- Оберґа (Åberga)

## Галерея

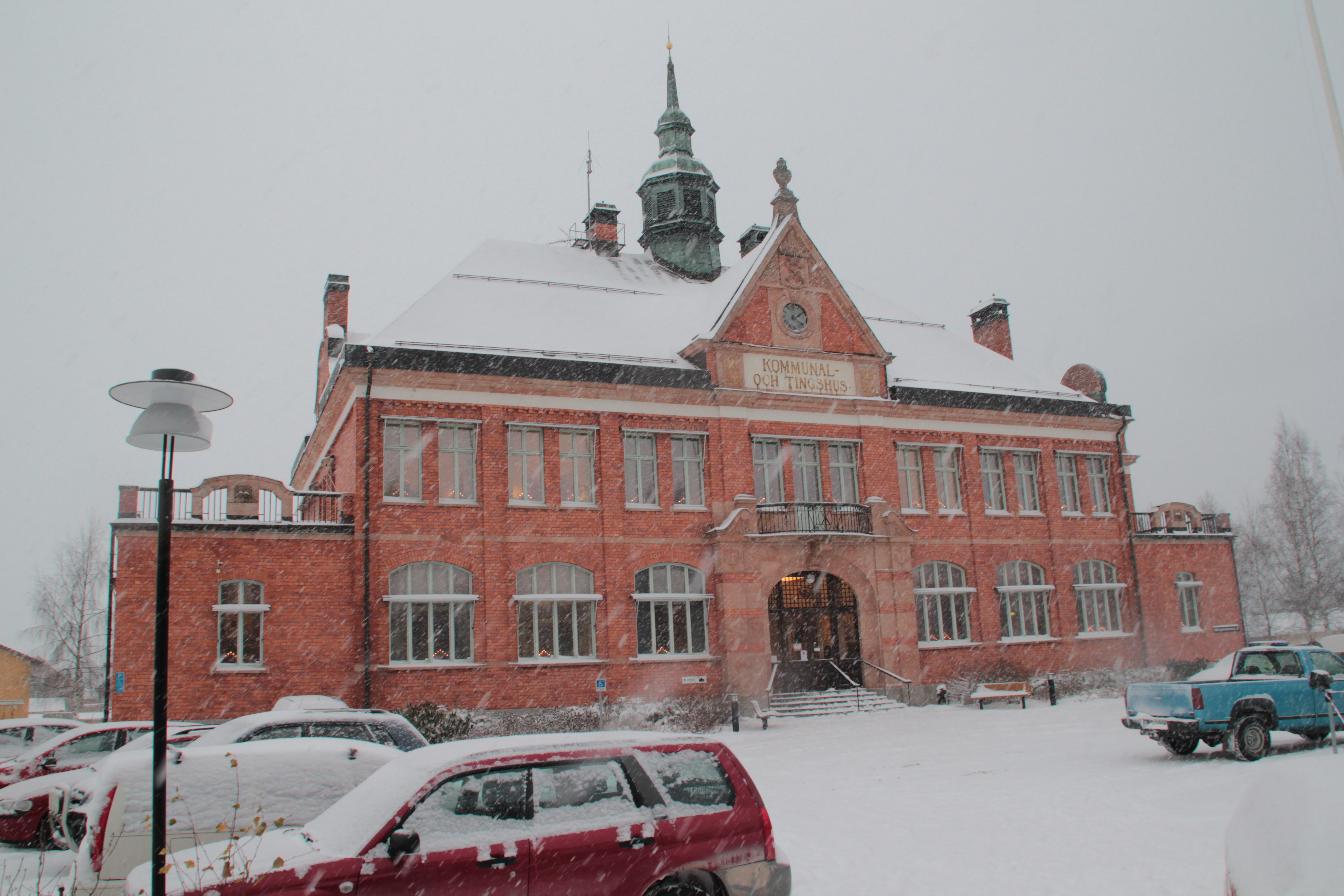
Управа комуни (Орса)
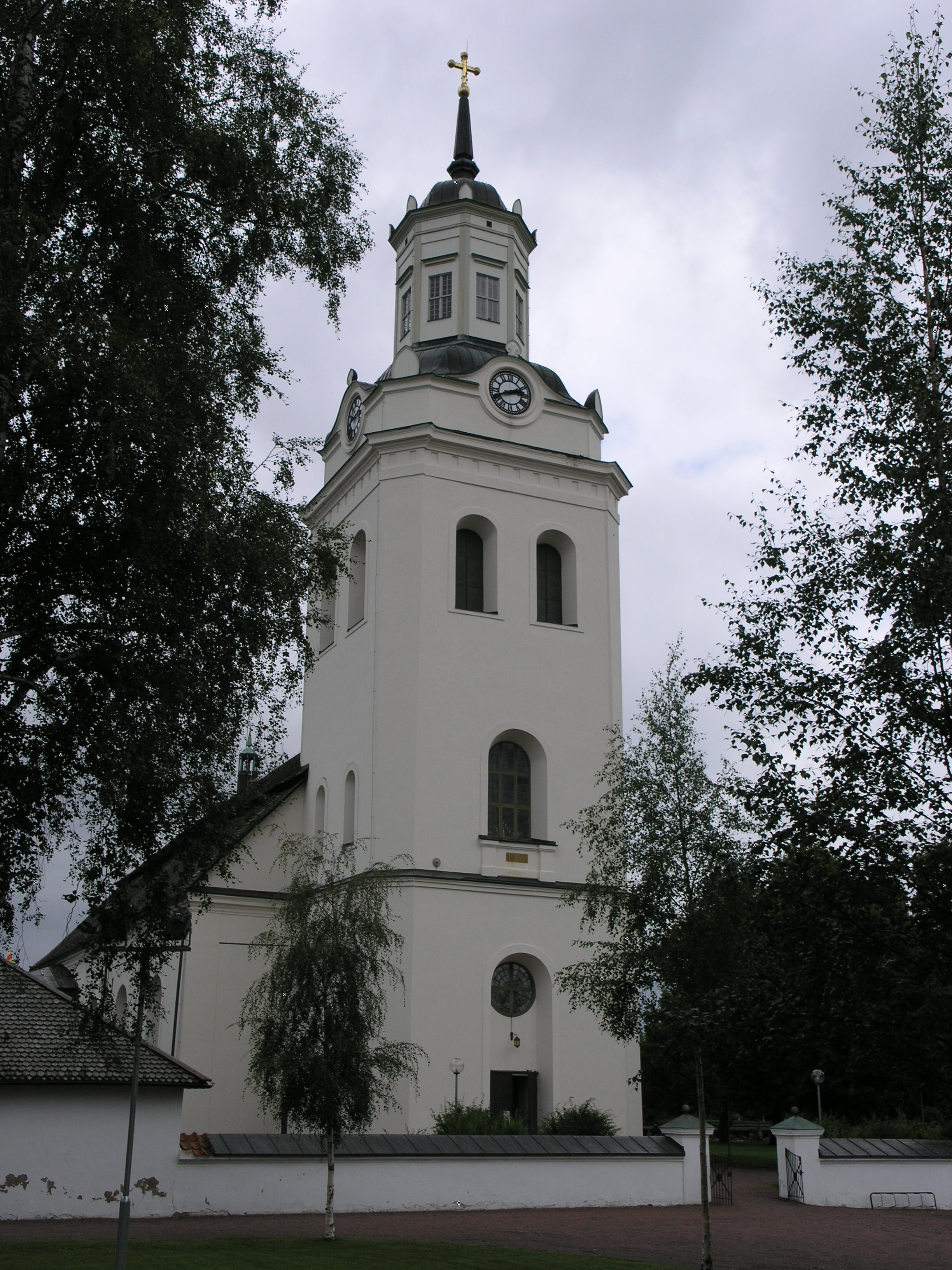
Церква (Орса)
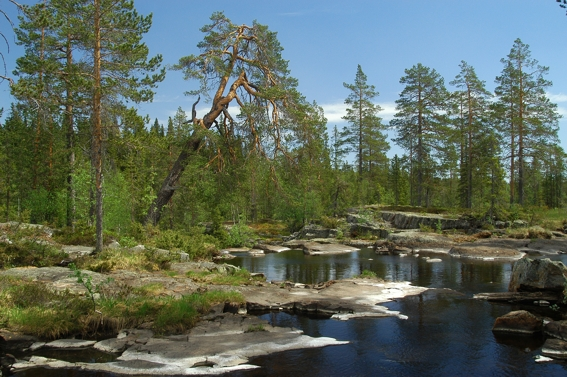
Природа Даларни
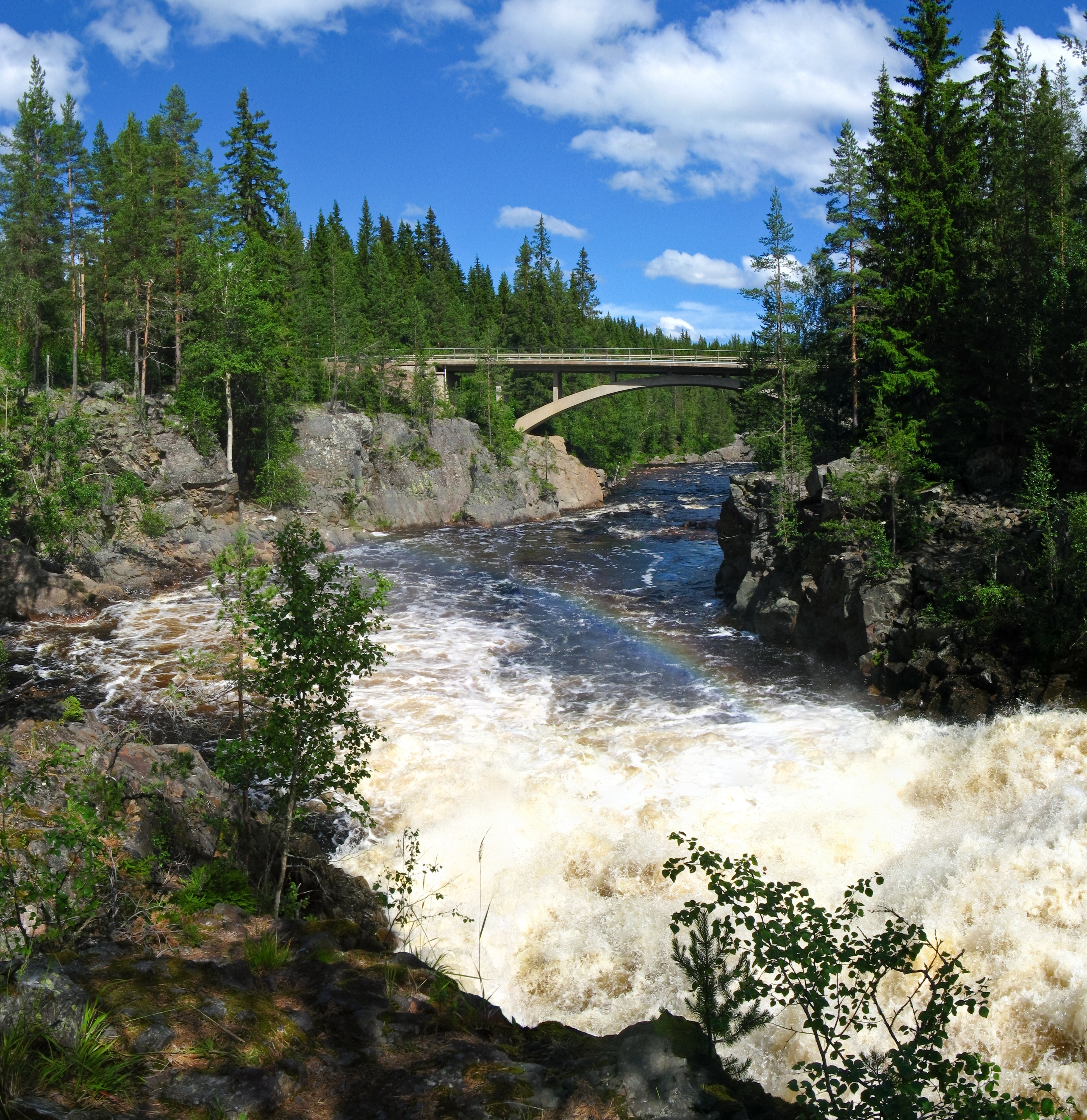
Водоспад на річці Уреельвен

## Виноски
1. ↑  https://orsa.se/kommun-och-politik/kommunens-organisation/kommunalrad.html
2. ↑  https://www.orsa.se/download/18.166aa05167c62dff5d54ef9/1548928220547/%25C3%2585rsredovisning%25202014.pdf
3. 1 2  https://www.svt.se/nyheter/lokalt/dalarna/orsa-klart-med-nytt-kommunalrad
4. ↑  https://sverigesradio.se/artikel/1688552
5. ↑  https://annbeskow.se/2013/10/att-leda-en-kommun-ar-som-att-ga-pa-svaga-isar/
6. ↑  Folkmangd i riket, lan och kommuner (шв.) . Центральне бюро статистики Швеції. Архів оригіналу за 20 серпня 2013. Процитовано 17 лютого 2013.